# Evangelos Venizelos

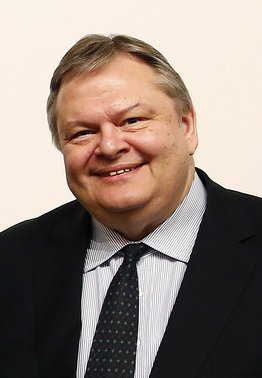
Evangelos Venizelos (2014)

Evangelos Venizelos (griechisch Ευάγγελος Βενιζέλος, * 1. Januar 1957 in Thessaloniki) ist ein griechischer Jurist und Politiker der sozialdemokratischen Partei PASOK. Seit 1993 gehört er dem griechischen Parlament an und war ab 1994 mehrfach Minister in unterschiedlichen Kabinetten sowie stellvertretender Ministerpräsident, zuletzt bis zur vorgezogenen Parlamentswahl im Januar 2015 im Kabinett Samaras. Zwischen 2012 und 2015 war er Parteivorsitzender. Im Juni 2015 trat er vom Parteivorsitz der PASOK zurück. Seine Nachfolgerin war Fofi Gennimata.

## Leben
Venizelos studierte von 1974 bis 1978 Rechtswissenschaften an der Aristoteles-Universität Thessaloniki. Nach dem Abschluss des Studiums schloss er ein postgraduales Studium an der Universität Paris II an. 1980 wurde er an der Aristoteles-Universität Thessaloniki promoviert. Dort wurde er 1984 Dozent und später Professor für Verfassungsrecht. Daneben war er als Rechtsanwalt am Staatsrat (Συμβούλιο της Επικρατείας) und am Obersten Gerichtshof (Άρειος Πάγος) tätig.
Er war ferner Vorstandsmitglied der National Bank of Greece (zu diesem Zeitpunkt unter der Leitung von Loukas Papadimos), des Nationalen Zentrums für öffentliche Verwaltung und Mitglied der Kommission Lokalradio (eines unabhängigen Aufsichtsgremiums über die Radio-Stationen). Er verfasste zahlreiche Schriften auf dem Gebiet des Staatsrechts und der Politischen Wissenschaft.
Seit der Parlamentswahl 1993 gehört er als Kandidat des Wahlkreises Thessaloniki 1 der sozialdemokratischen PASOK ununterbrochen dem griechischen Parlament an.
Venizelos war Berichterstatter der umfassenden Revision der griechischen Verfassung, die 1996 begann und im April 2001 abgeschlossen wurde.
Zwischen Oktober 1993 und März 2004 hatte er in den Regierungen Andreas Papandreou und Konstantinos Simitis folgende Ämter inne:
- Staatsminister beim Ministerpräsidenten und Regierungssprecher (1993–1995)
- Minister für Kommunikation und Verkehr (1995–1996)
- Minister für Verkehr und Fernmeldewesen
- Justizminister (1996)
- Minister für Kultur und Sport (1996–1999)
- Entwicklungsminister (verantwortlich für Energie, Industrie, Handel, Tourismus und Technologie) (1999–2000)
- Kulturminister (2000–2004)

In seiner zweiten Amtsperiode als Kulturminister von November 2001 bis März 2004 war Venizelos für die Koordinierung der Vorbereitung der Olympischen Spiele 2004 verantwortlich.
Nach der Wahlniederlage der PASOK im September 2007 kandidierte er für den Parteivorsitz der PASOK, unterlag jedoch Giorgos Andrea Papandreou.
Nach dem Wahlsieg der PASOK bei den Parlamentswahlen 2009 übernahm Venizelos am 7. Oktober 2009 das Amt des Verteidigungsministers in der Regierung von Ministerpräsident Giorgos Papandreou.
Im Rahmen einer Kabinettsumbildung nach Massenprotesten gegen den Sparkurs der Regierung berief Ministerpräsident Papandreou Venizelos im Juni 2011 in das auf Grund der griechischen Finanzkrise besonders wichtige Amt des Finanzministers sowie zum stellvertretenden Ministerpräsidenten seines Kabinetts.
Nachdem Papandreou am 1. November 2011 ein Referendum zu den Sparplänen angekündigt hatte, stellte sich Venizelos am 3. November diesem Plan entgegen. Papandreou bot kurz darauf seinen Rücktritt an.
Venizelos gehörte nach Papandreous Rücktritt ab dem 11. November 2011 auch dem aus PASOK und ND bestehenden Übergangskabinett Papadimos an. Am 18. März 2012 wurde er zum neuen Vorsitzenden der PASOK gewählt; einen Tag darauf trat er als Finanzminister zurück. Sein Nachfolger wurde Filippos Sachinidis.
Bei den griechischen Parlamentswahlen vom 6. Mai 2012 wurde die PASOK mit 13,2 Prozent nur drittstärkste Partei nach dem linken Parteienbündnis SYRIZA mit 16,8 Prozent und der Nea Dimokratia mit 18,9 Prozent.

## Venizelos als Kulturminister
1998 warb er als Kulturminister darum, das Archimedes-Palimpsest für den griechischen Staat zu ersteigern. Nachdem der Schätzpreis von 800.000 USD überschritten war, unterlag das Konsortium griechischer Privatleute schließlich dem Bietergefecht, das eine unbekannte Person mit 2,2 Mio. USD für sich gewann.
Im deutschen Architekturmuseum war 2001 eine Ausstellung über die Architektur Griechenlands mit Schwerpunkt des 20. Jahrhunderts zu sehen – diese wurde von Venizelos als Teil des Begleitprogramms der Frankfurter Buchmesse zu Griechenland als Gastland initiiert.
Venizelos gelang es 2000, die Erben und Eigentümer der Sammlung Costakis zu überzeugen, diese permanent nach Griechenland zu bringen, wie es sich George Costakis einst gewünscht hatte. Die Kosten für die rund 1300 Meisterwerke der russischen Avantgarde inkl. der Restaurierung und Aufbereitung beliefen sich auf 29 Mio. Euro. Die Akquisition der Kunstwerke wurde im Rahmen des Budgets für die Kulturhauptstadt Europas Thessaloniki getätigt, sie stellen heute den Grundstock des Staatlichen Museums für zeitgenössische Kunst in Thessaloniki.

## Positionierungen
- Ca. 2010 hat Venizelos im Rahmen der Amtshilfe von den französischen Behörden (die Amtshilfe war eine Vorgabe der EU-Kommission) Daten von der Falcani-Liste Swiss-Leaks erhalten. Diese Liste hatte der griechische Journalist Kostas Vaxevanis auf einem USB-Stick erhalten. Das Haus von Vaxevanis wurde von 50 Polizisten durchsucht, er kam vor Gericht und wurde freigesprochen. Die Liste wurde unter Venizelos nie ausgewertet. Aussagen wie „es fehle der Herkunftsnachweis“ und „Daten aus nicht identifizierbarer Quelle seien juristisch unbrauchbar“ wurden als Grund für Nichtstun genannt. Venizelos sagte: „es waren nur 2 Mrd Euro“.[5]
- Am 21. Januar 2012 veröffentlichte Venizelos die Namen der größten Steuersünder Griechenlands im Internet.[6]
- Am 27. Mai 2012 warf Venizelos IWF-Chefin Christine Lagarde vor, diese habe die Griechen beleidigt,[7] nachdem diese in einem Interview erklärt hatte, sie habe kein Mitleid mit den Griechen, diese sollten vielmehr anfangen, Steuern zu zahlen.[8]
- Anfang 2014 – zu Beginn der griechischen EU-Ratspräsidentschaft (erstes Halbjahr 2014) – forderte er Deutschland auf, in Europa zurückhaltender aufzutreten. Es sei für die Deutschen nicht einfach, „europäische Vielfalt und das Recht auf einen anderen Lösungsansatz“ zu akzeptieren, doch auch Griechenland habe einiges vorzuweisen, zum Beispiel „eindrucksvolle fiskalische Anpassungen“. Die Troika (die die Reformen seines Landes überwacht) solle der Kontrolle des europäischen Parlaments unterstellt werden.[9]